# فوجي-كيو هايلاند

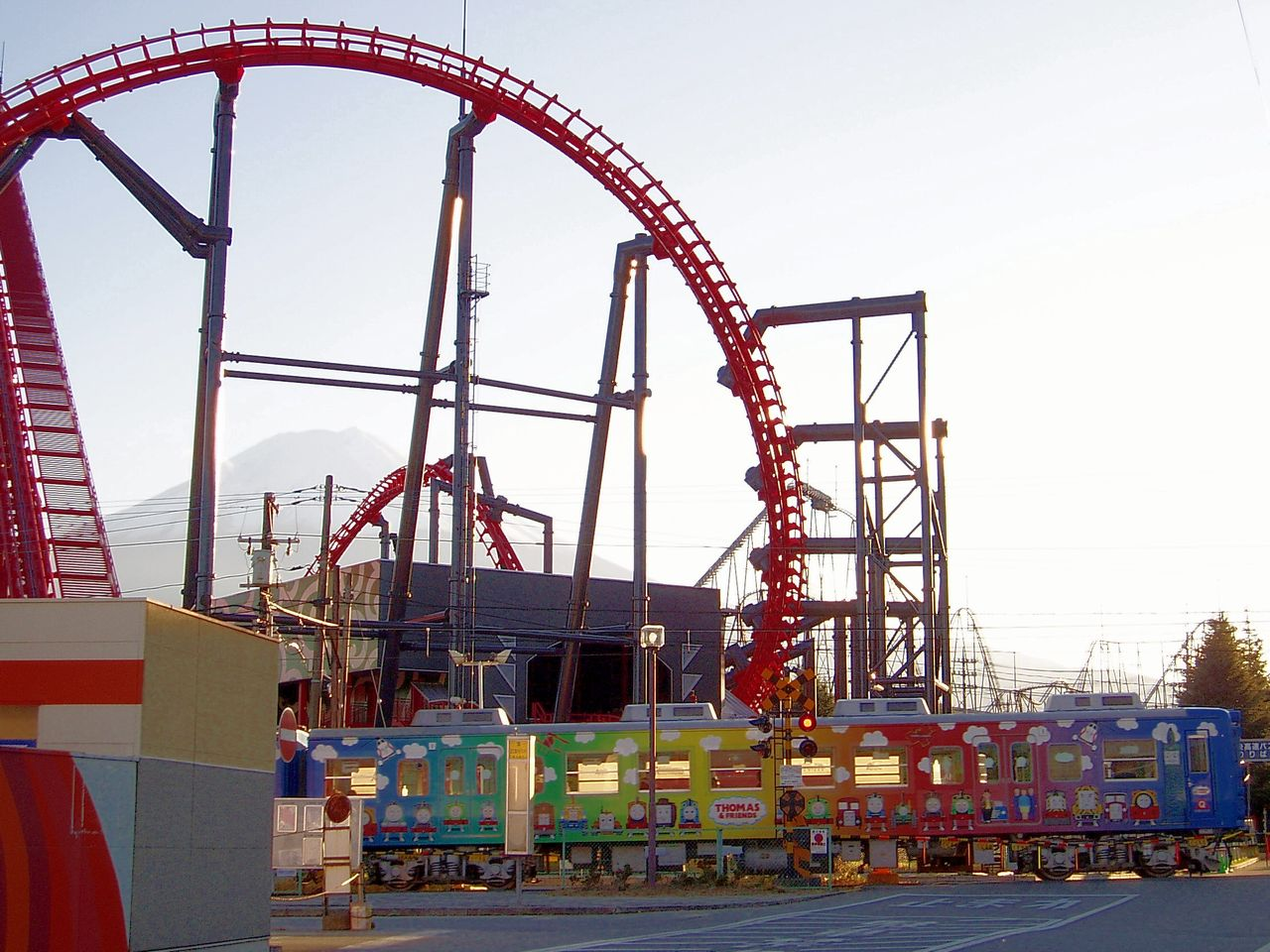
أفعوانية البعد الرابع الأي-جانيكا

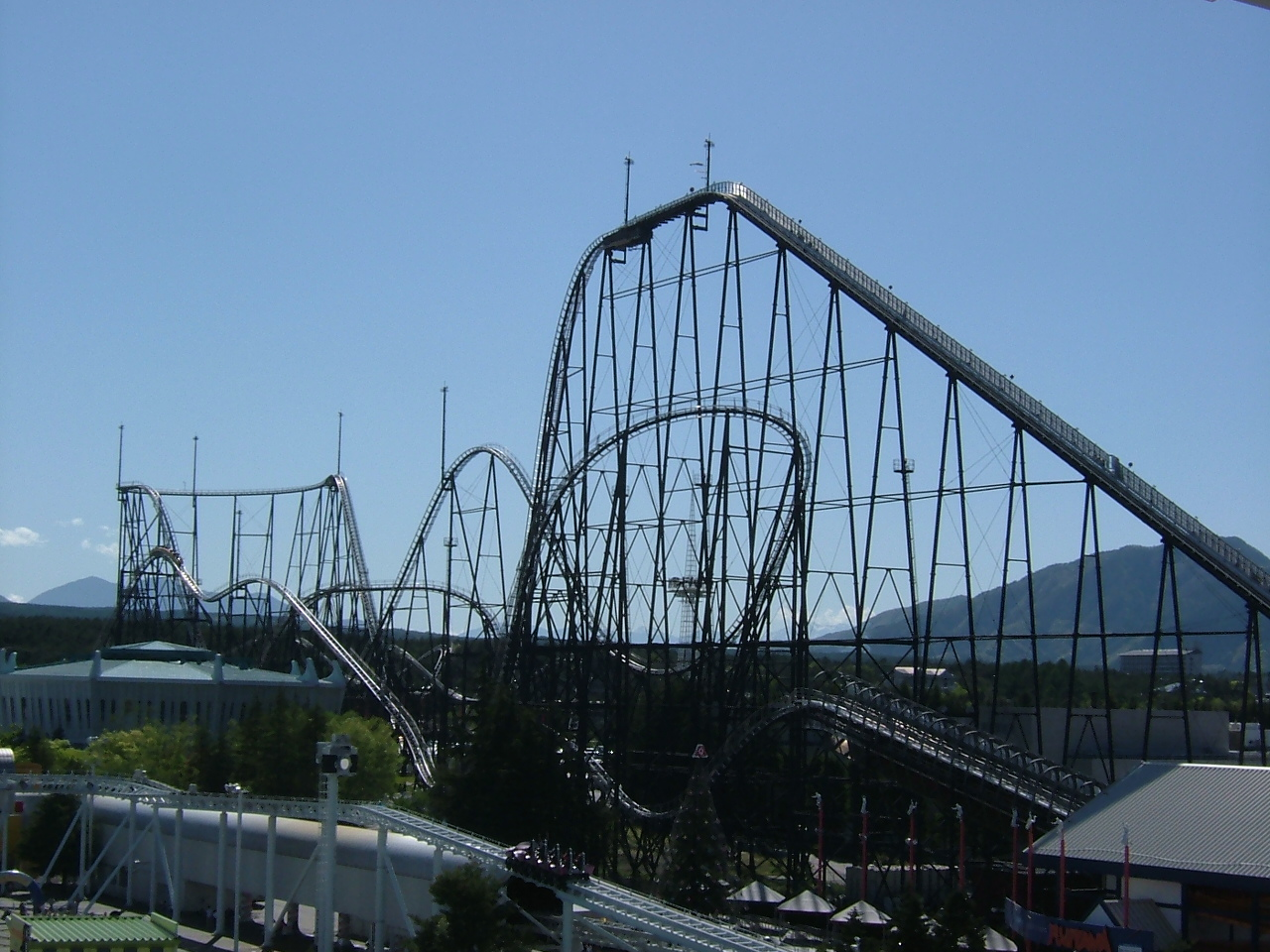
أفعونية فوجي-ياما

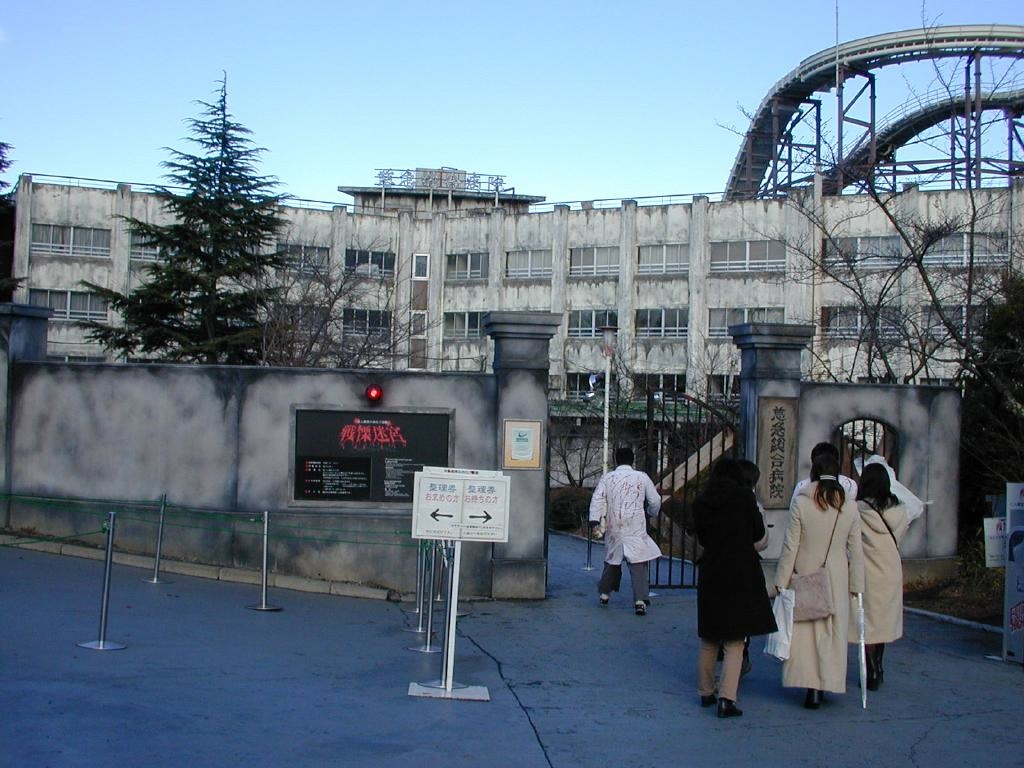
بيت أشباح جي جي جي

فوجي-كيو هايلاند (باليابانية: 富士急ハイランド) هي مدينة ملاهي تقع في مدينة فوجي يوشيدا الواقعة في مقاطعة ياماناشي بالقرب من قاعدة جبل فوجي في اليابان.
تحتوي المدينة على العديد من الأفعوانيات المشهورة كأفعوانية البعد الرابع الأي-جانيكا (باليابانية: ええじゃないか)، والفوجي-ياما (باليابانية: フジヤマ) التي كانت أسرع أفعوانية في عام 1997، بالإضافة إلى أطول بيت أشباح في العالم والتي تأخذ طابع المستشفى المسكون (باليابانية:ゲゲゲの妖怪屋敷، جي جي جي نو يوكاي-ياشكي، "بيت أشباح جي جي جي").